# Nenad Popović
Pour les articles homonymes, voir Popović.
Nenad Popović (en serbe cyrillique : Ненад Поповић ; né le 30 septembre 1966 à Tuzla) est un homme politique serbe. Il est président du Parti populaire serbe qu'il fonde en 2014.

## Biographie
Nenad Popović naît le 30 septembre 1966 à Tuzla, aujourd'hui en Bosnie-Herzégovine. Il suit les cours de la faculté de génie mécanique de l'université de Belgrade, dont il sort diplômé, puis obtient un doctorat de la faculté d'économie de l'université d'État Lomonossov de Moscou. Il devient président de la compagnie internationale ABS Electro et enseigne à la faculté d'économie de l'Université Lomonossov et à la Faculté d'économie de l'Université minière de Moscou.
De 2006 à 2008, il dirige l'Équipe économique pour le Kosovo et la Métochie (en serbe : Ekonomskog tima za Kosovo i Metohiju), où il est particulièrement chargé de la politique de développement économique à long terme des Serbes de cette province. Dans la même période, il est vice-président de l'Organe de coordination pour les municipalités de Preševo, Bujanovac et Medveđa, chargé de la stratégie de développement à long terme du sud de la Serbie. Ses plans sont adoptés par le gouvernement en janvier 2007.
Sur le plan politique, Nenad Popović entre au Parti démocratique de Serbie (DSS), présidé par Vojislav Koštunica, et devient membre du conseil économique du parti. Aux élections législatives anticipées du 11 mai 2008, il figure sur la liste du DSS, allié au parti Nouvelle Serbie (NS), qui obtient 480 987 voix, soit 11,61 % des suffrages, et envoie 30 représentants à l'Assemblée nationale de la république de Serbie ; Popović est élu député.
Aux élections législatives du 6 mai 2012, Nenad Popović figure à nouveau sur la liste du DSS, qui se présente seul devant les électeurs ; la liste obtient 6,99 % des suffrages et 21 députés ; Nenad Popović est réélu et devient vice-président de l'Assemblée.
En plus de cette fonction, il participe aux travaux de la Commission de l'économie, du développement régional, du commerce, du tourisme et de l'énergie, de la Commission de contrôle des services de sécurité  et de la Commission des droits de l'enfant. En tant que suppléant, il participe aussi à ceux de la Commission de l'agriculture, de la forêt et de la gestion de l'eau.
Son nom est cité dans les révélations des Paradise Papers en novembre 2017.

## Travaux et récompenses
Nenad Popović a publié sept livres et plus de 120 articles dans les domaines de l'économie et du développement durable.
Il a notamment été décoré de l'ordre de l'Amitié, pour sa contribution au développement des relations économiques et sociales entre la Serbie et la Russie, récompense décernée par le président de la fédération de Russie, de l'ordre de Saint-Sava, pour sa contribution à la restauration de la foi et de l'Église orthodoxe serbe ; il a reçu la Médaille de la philanthropie de la Serbie-et-Monténégro pour son œuvre humanitaire et son soutien à la population du Kosovo et de Métochie, et deux médailles de l'Église orthodoxe russe reçues des mains du patriarche de Moscou et de toutes les Russies.